# Tour della nazionale maschile di rugby a 15 dell'Australia 1973
La nazionale australiana di rugby union nel 1973, si reca in tour in Europa. È un periodo difficile per i Wallabies e questo tour è senz'altro uno dei peggiori: vengono travolti sia dal Galles che dall'Inghilterra. Chiudono con un match in Italia, all'Aquila, che è la prima partita giocata contro gli Azzurri. Nello stesso anno sono stati battuti da Francia, Galles, Inghilterra, dagli All Blacks e pure dal Tonga

## Risultati principali
| Bournemouth 24 ottobre 1973 | East Wales | 15 – 17 | Australia XV |  |

| Bath 27 ottobre 1973 | S e SW Counties | 15 – 14 | Australia XV | Recreation Ground |

| Newport 31 ottobre 1973 | East Wales | 19 – 11 | Australia XV | Rodeny Parade |

| Swansea 3 novembre 1973 | Swansea | 9 – 9 | Australia XV | St Helen's |

| Port Talbot 6 novembre 1973 | West Wales | 13 – 18 | Australia XV | Athletic Ground |

| Cardiff 10 novembre 1973 | Galles | 24 – 0 | Australia | National Stadium |

| Gosforth 13 novembre 1973 | Northern Counties | 13 – 16 | Australia XV |  |

| Londra 17 novembre 1973 | Inghilterra | 20 – 3 | Australia | Twickenham |

| Arbitro: | Pedercini |

|                           |      |                                                                                                |
| A. Visentin 53’ Salsi 64’ | mt   | 10’, 77’ G. Shaw 17’ Monaghan 30’ Rowles 35’, 48’ Freney 40’, 73’ McLean 44’ Fay 61’ McCurrach |
| Lazzarini 53’ Ponzi 64’   | tr   | 17’, 30’, 35’, 40’, 44’, 48’, 61’, 73’ McGill                                                  |
| Ponzi 13’, 27’, 59’       | c.p. | 6’ L’Estrange                                                                                  |